# Ford CD4
Платформа Ford CD4 — це глобальна середньорозмірна/повнорозмірна автомобільна платформа Ford. Поперечна платформа двигуна призначена для переднього або повного приводу та гібридної силової установки Ford. Ford Motor Company розробила платформу CD4 як частину стратегії One Ford, щоб скоротити 
місяці розробки, зменшити витрати та швидше вивести автомобілі на ринок.
CD4 поділяється на кілька варіантів:
- CD4.1: Для автомобілів середнього розміру. [2]
  - 2013–2022 Ford Fusion/Mondeo (CD391)
  - 2013–2020 Lincoln MKZ (CD533)
- CD4.2: Для кросоверів і мінівенів. [3][4]
  - 2015–2024 Ford Edge (CD539N/CD539X/CD539C/CD389)
  - 2015–2018 / 2019-2023 Lincoln MKX/Nautilus (U540)
  - 2016–2023 Ford S-Max (CD539E / CD389)
  - 2016–2023 Ford Galaxy (CD390)
- CD4.3: розтягнута версія для повнорозмірних автомобілів. 
  - 2016–2022 Ford Taurus (Китай) (D568C)
  - 2016–2020 Lincoln Continental (D544)

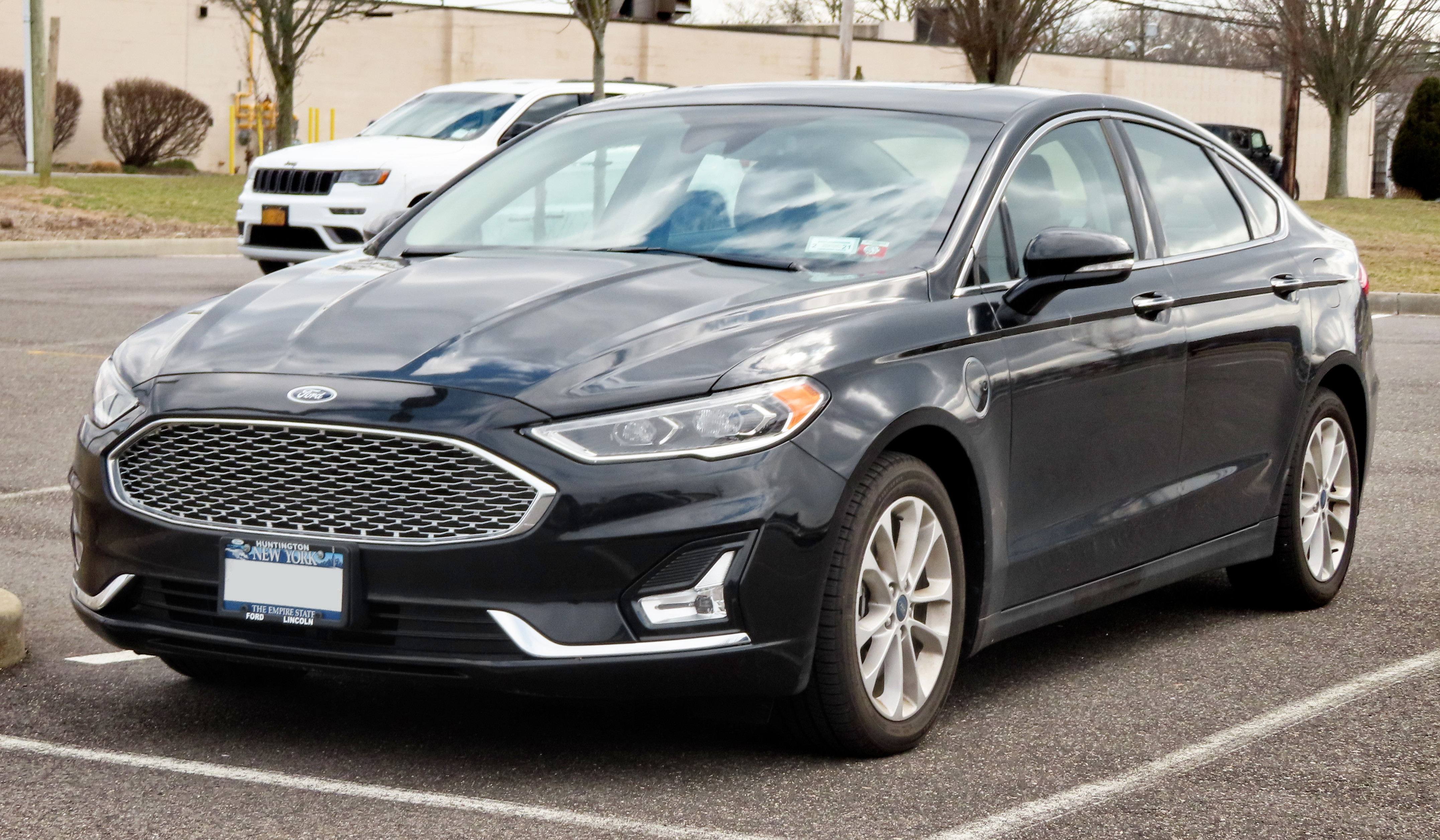
Ford Fusion
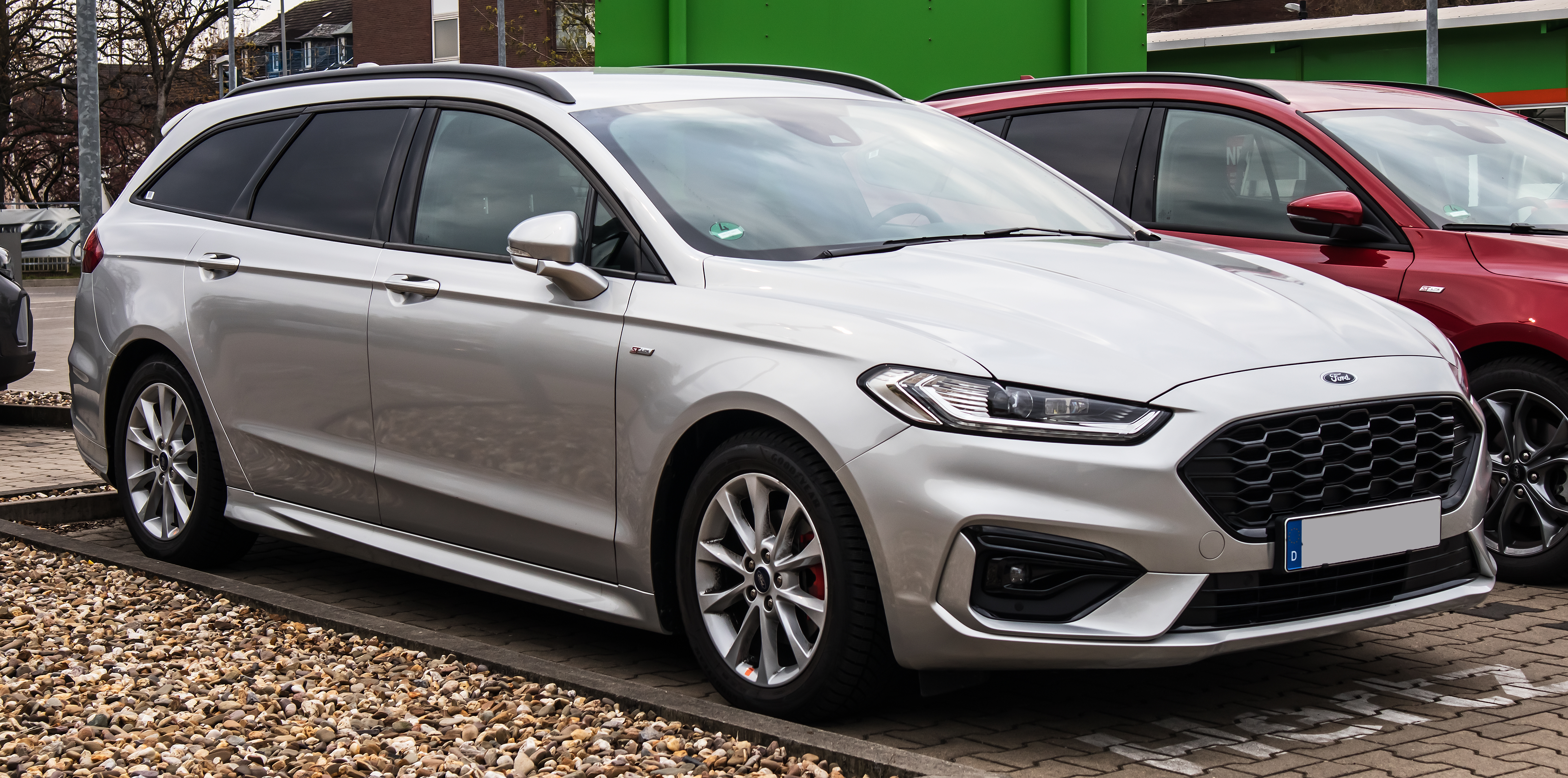
Ford Mondeo
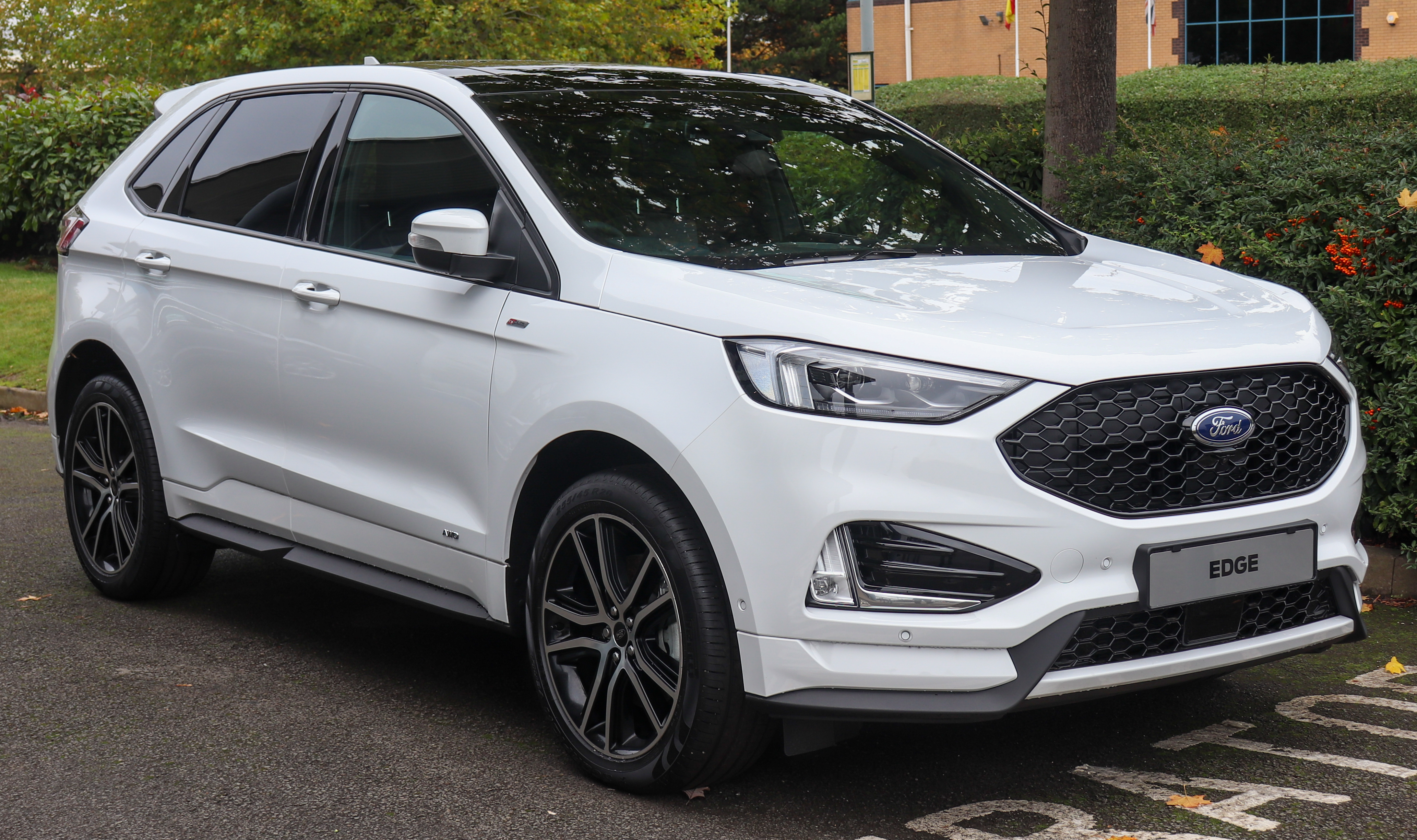
Ford Edge
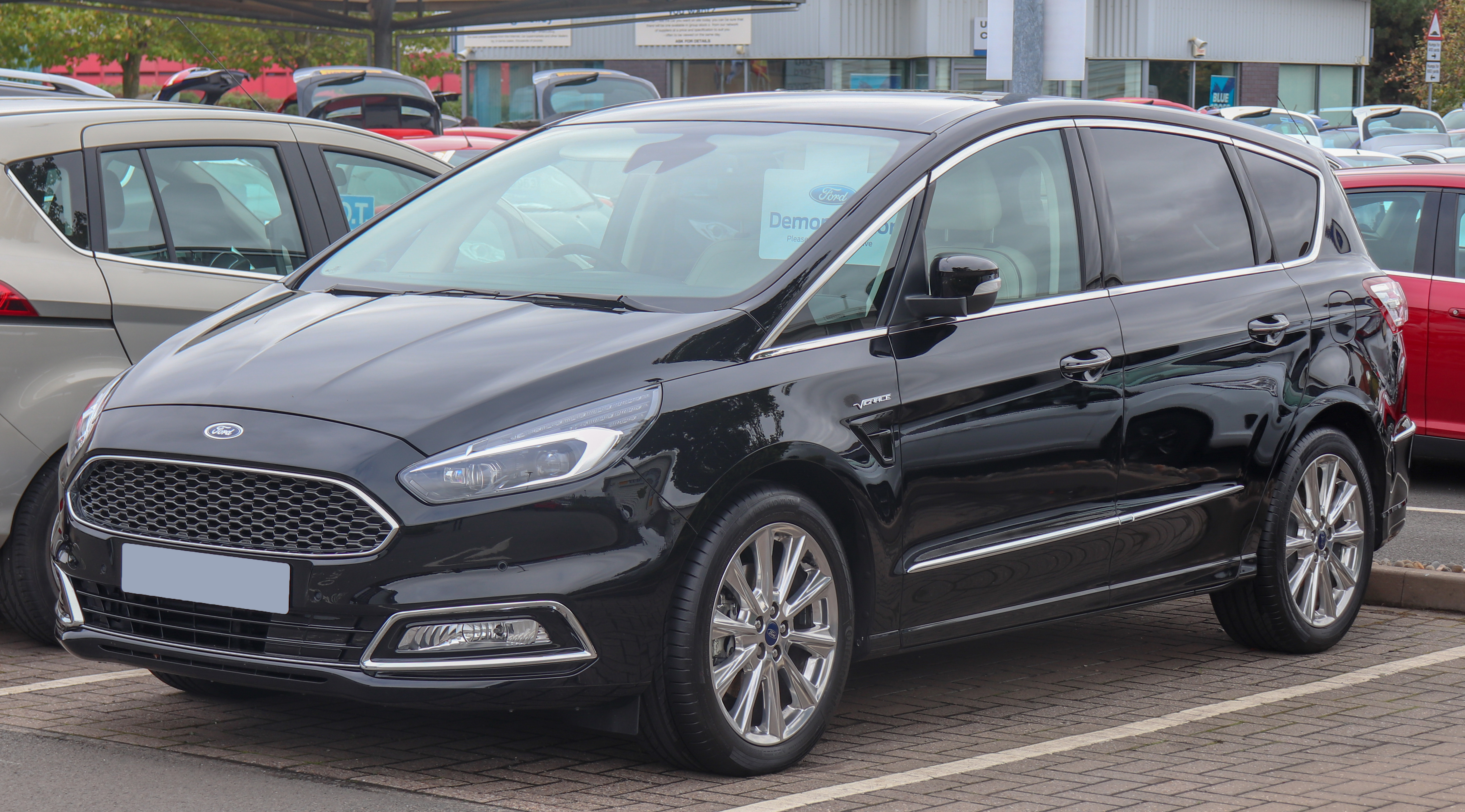
Ford S-Max
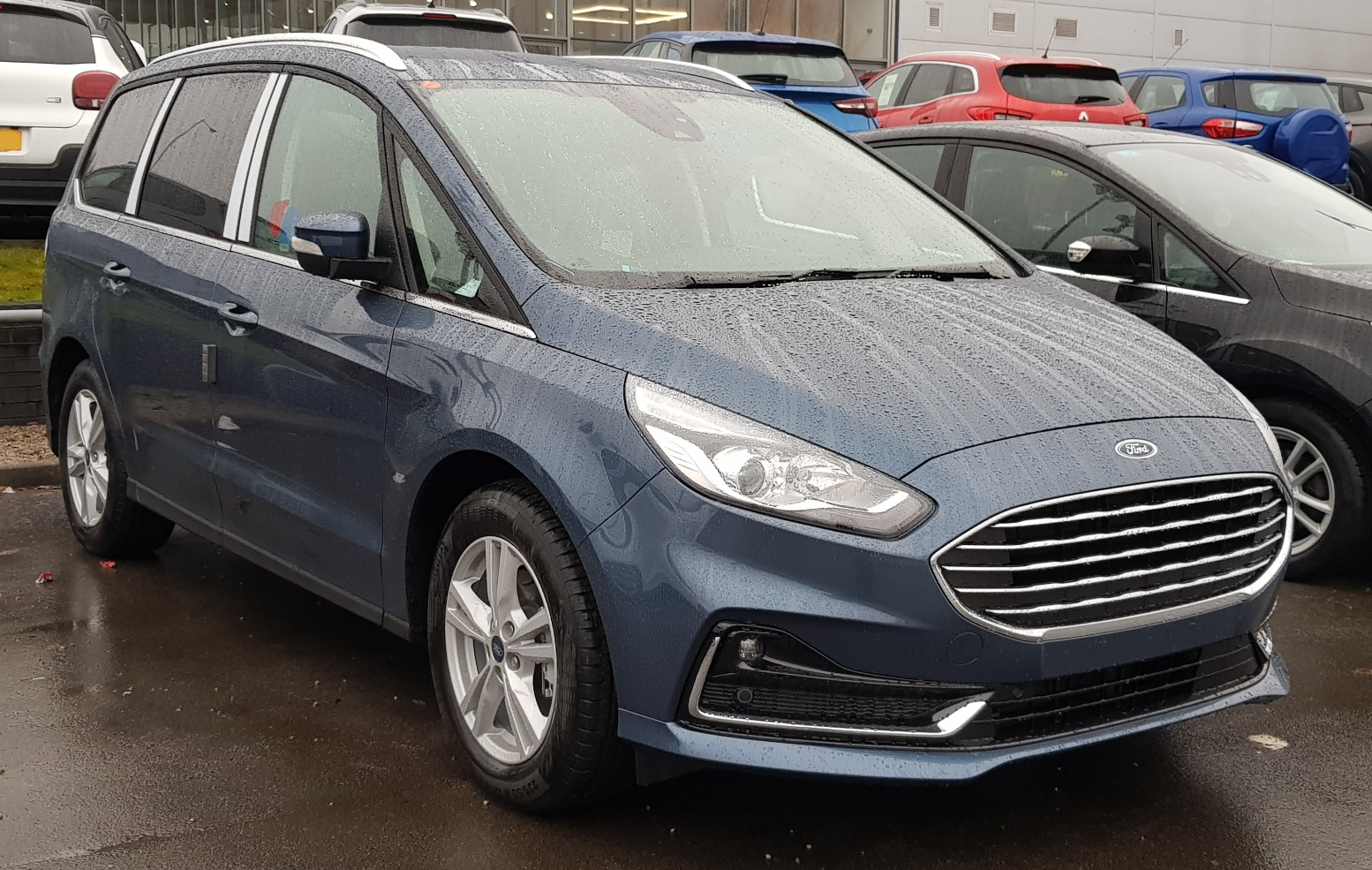
Ford Galaxy
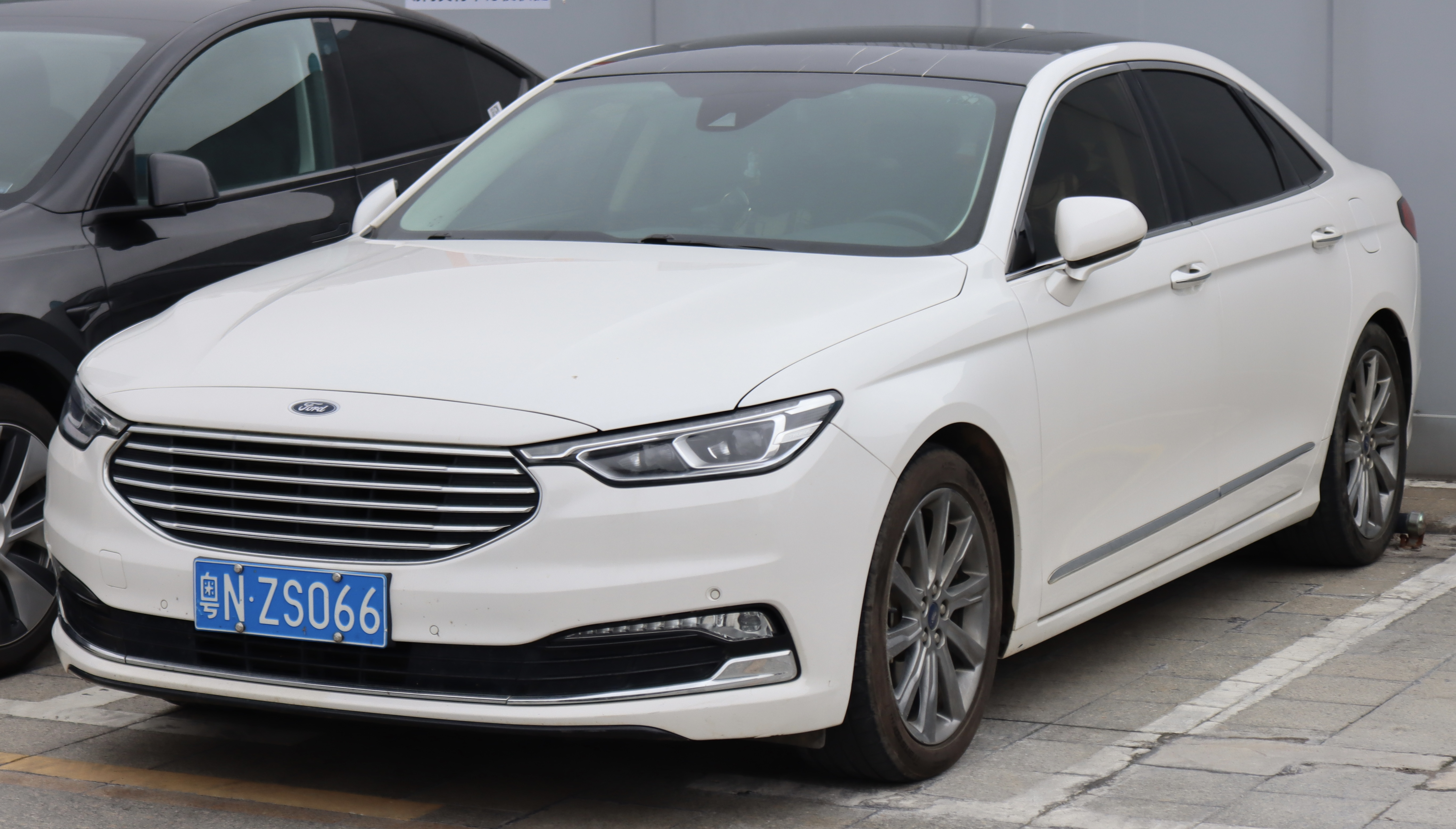
Ford Taurus
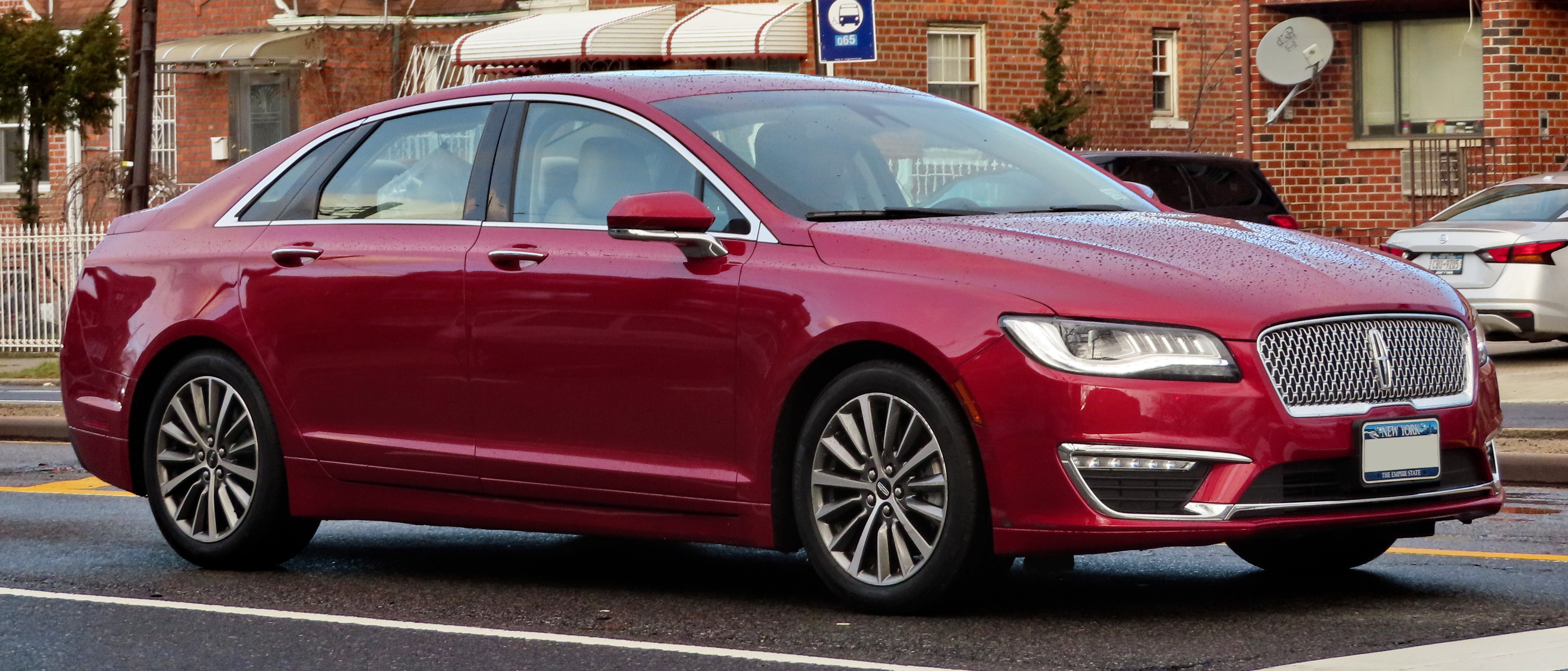
Lincoln MKZ
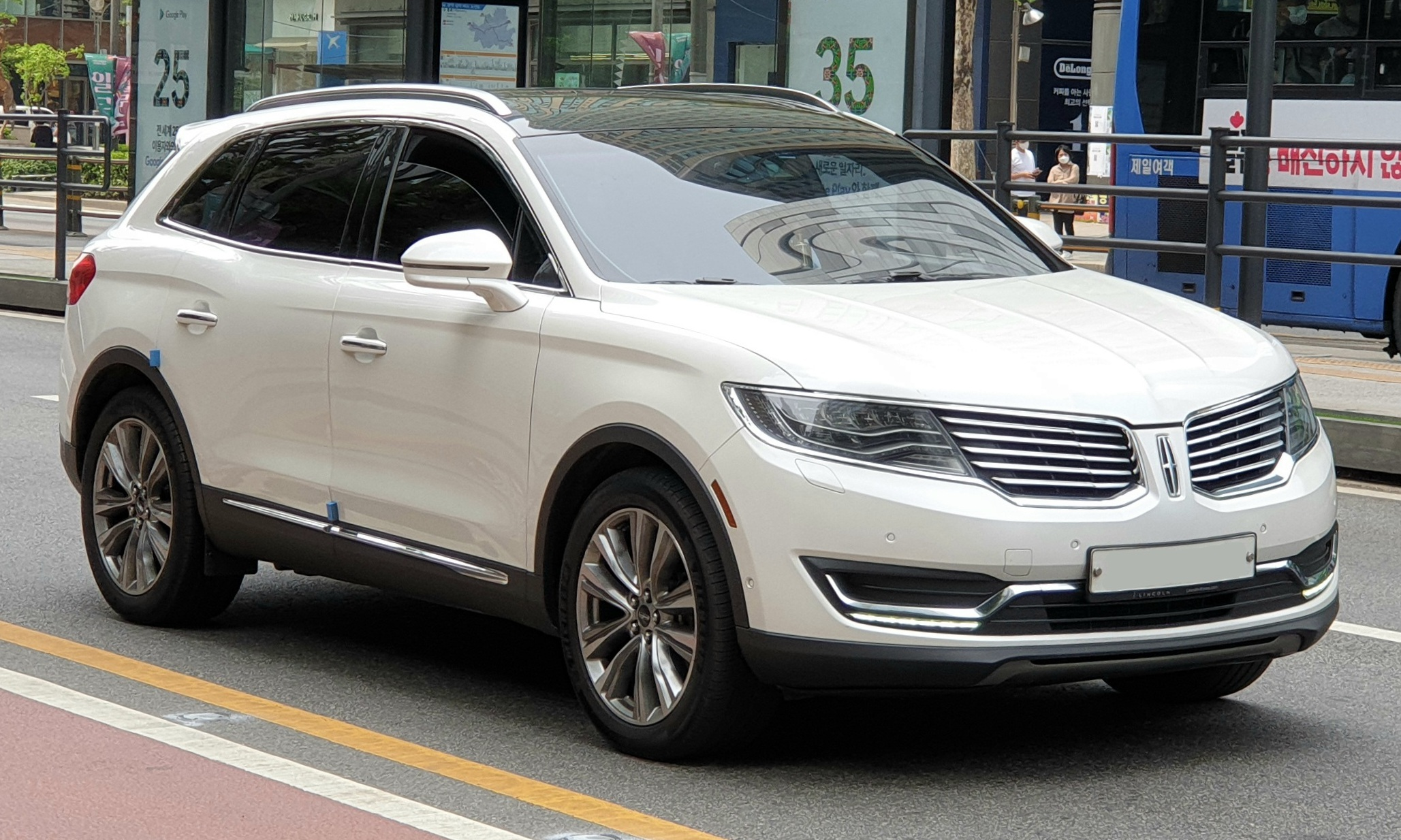
Lincoln MKX
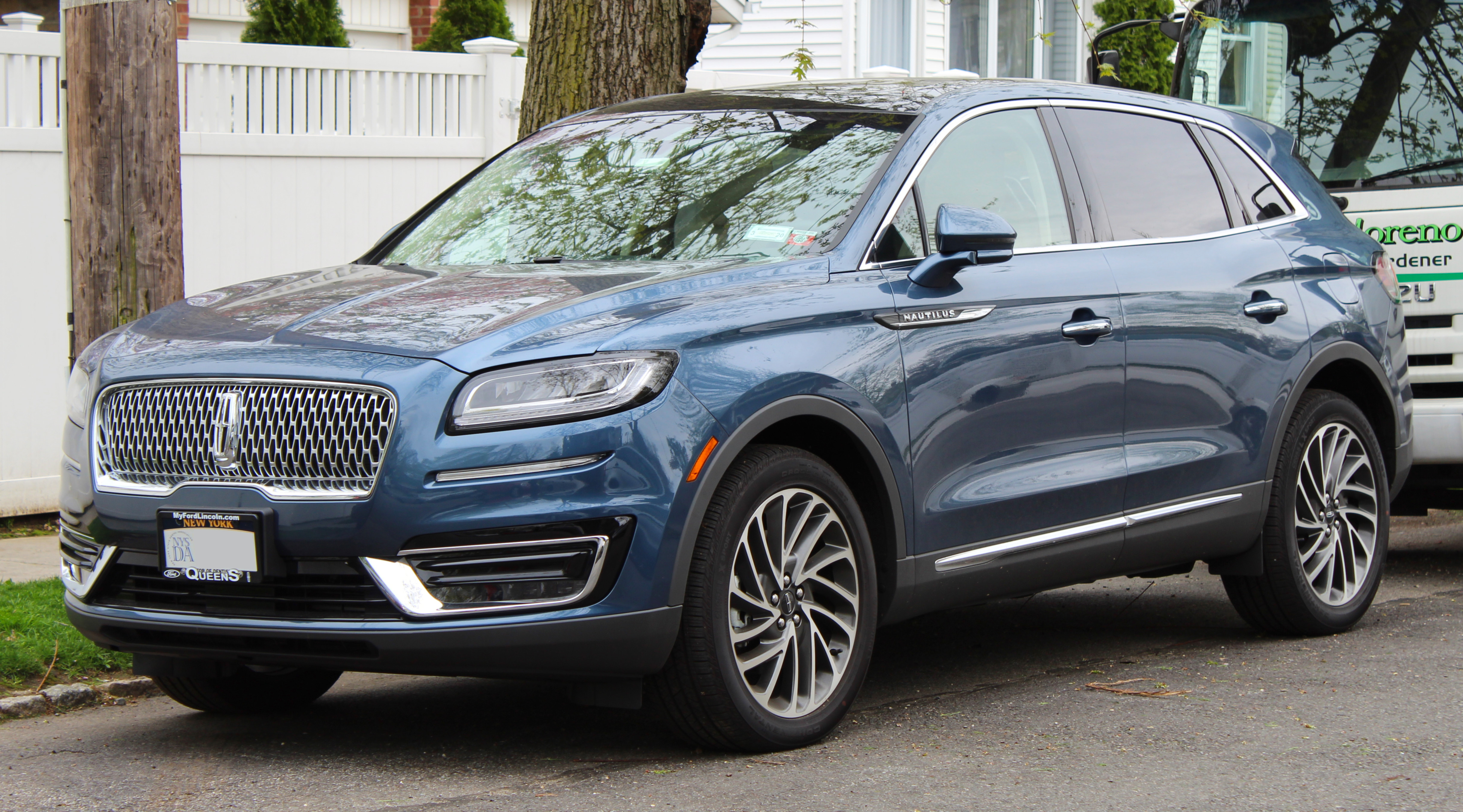
Lincoln Nautilus
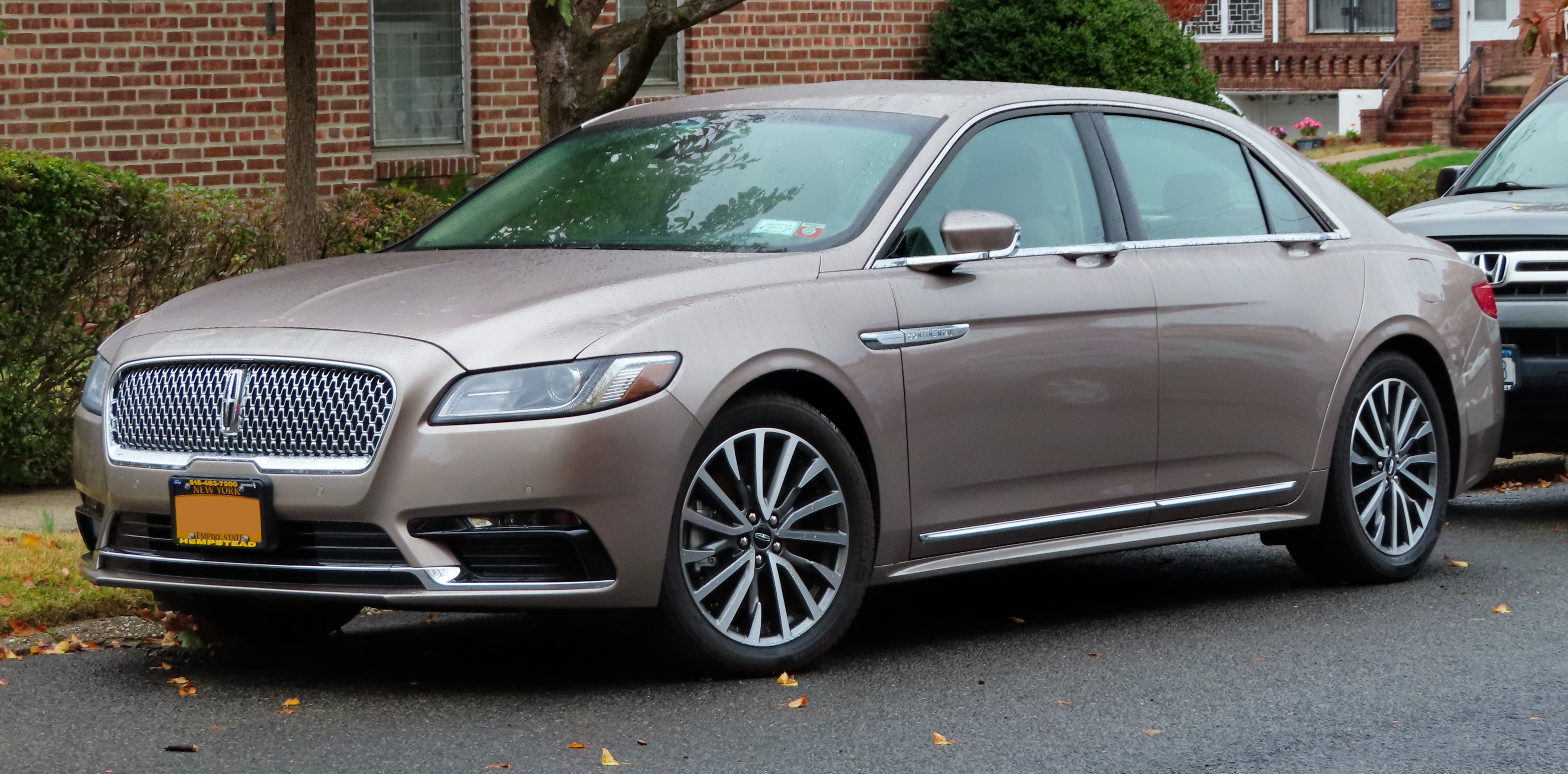
Lincoln Continental